# 上村彦之丞
上村 彦之丞（かみむら ひこのじょう、1849年6月20日（嘉永2年5月1日） - 1916年（大正5年）8月8日）は日本の武士（薩摩藩士）、海軍軍人。鹿児島出身。海軍兵学校卒業。最終階級は海軍大将。従二位勲一等功一級男爵。渾名は「船乗り将軍」。

## 経歴
薩摩藩の漢学師範・上村藤一郎の長男として薩摩国鹿児島郡鹿児島城下平之町（現在の鹿児島県鹿児島市平之町）に生まれた。鳥羽・伏見の戦い、会津戦争に参戦した。海軍兵学寮に進んだが、在籍中に西郷隆盛が下野したことを受けて上村も鹿児島に帰った。しかし西郷の説諭により兵学寮に戻る。山本権兵衛、日高壮之丞らが行動を共にしている。在学中の成績は不良で後に海兵2期から4期となるべき生徒全員が受けた試験で最下位となった。雲揚艦乗組みとなって再教育を受けた後、少尉補試験に合格。4期生として卒業したが、席次はやはり最下位であった。しかし将官となってからは、海軍教育本部長や、軍務局長を務めるなど、軍政面でも活躍した。また常備艦隊司令官として指揮した兵学校30期の遠洋航海は、日本が司令官を据えて行う練習艦隊のはじまりである。

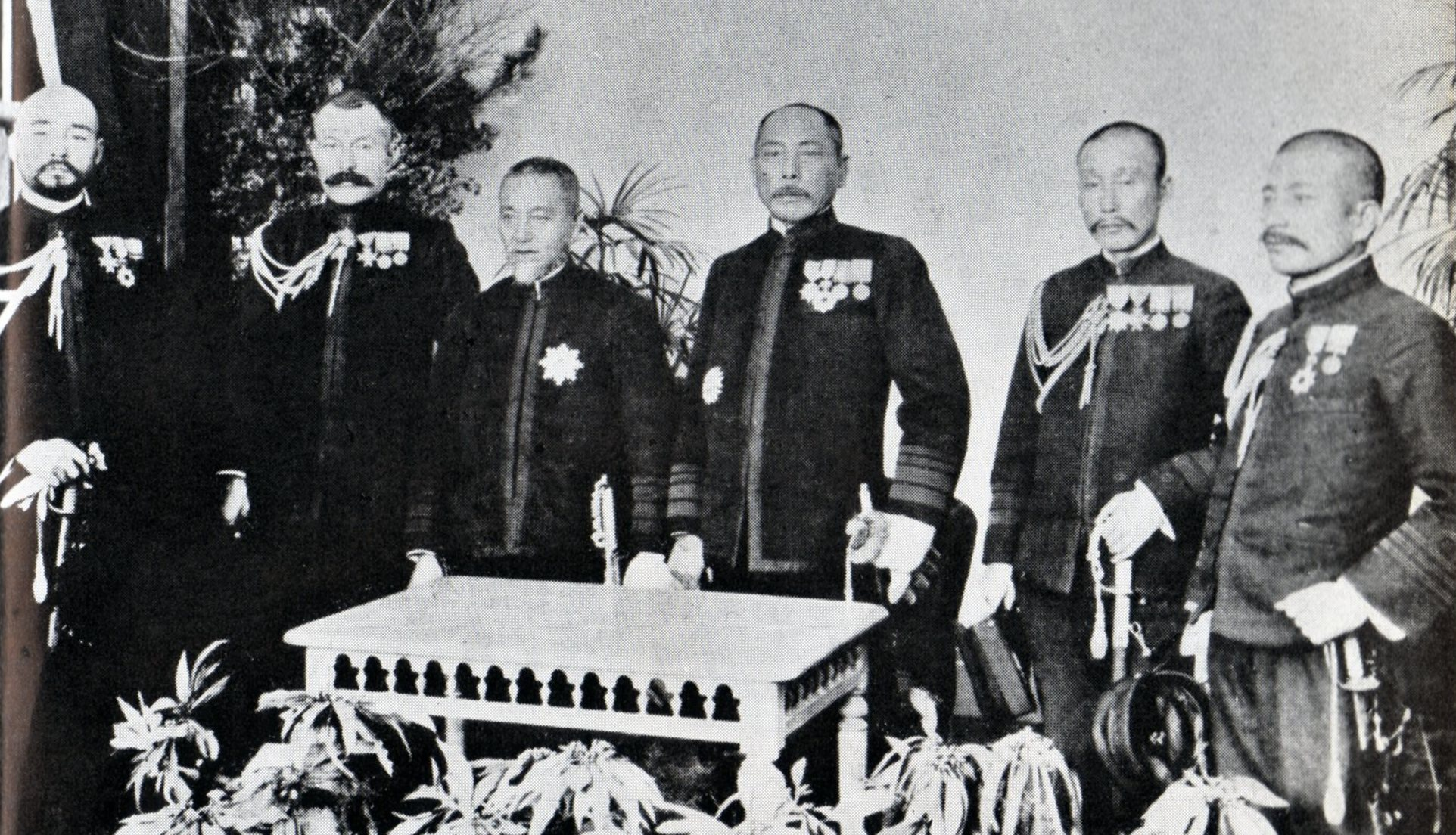
連合艦隊首脳部。左から舟越楫四郎、島村速雄、東郷平八郎、上村彦之丞、加藤友三郎、秋山真之

日清戦争では防護巡洋艦秋津洲の艦長として出征。第一遊撃隊に属し、豊島沖海戦では砲艦操江を降伏させた。これは日本海軍が敵軍艦を降伏させた最初の事例である。続いて黄海海戦でも武勲を挙げた。日露戦争では第二艦隊司令長官として、蔚山沖海戦でウラジオストク艦隊を撃破。日本海海戦では判断よくバルチック艦隊の進路を塞ぎ、戦勝の重要な基因をなした。1907年(明治40年)に男爵を授爵。
戦後は横須賀鎮守府司令長官、第一艦隊司令長官を務め、海軍大将で退役となった。軍功から元帥となる可能性もあったが、実現していない。黒木為楨陸軍大将と同様に、剛直で荒々しい性格が評価されなかったともいわれている。ただし、元帥就任は大将として大きな功績を挙げたものという条件があり、日露戦争における上村の階級は中将であった。
1916年（大正5年）8月8日、気管支炎で療養中の処、急性肺炎と心臓病を併発し薨去。享年68。

## 日露戦争

### 常陸丸事件
開戦当初、第二艦隊司令長官として補給航路防衛の任に当たっていたが、日本海特有の濃霧やウラジオストク艦隊側の神出鬼没な攻撃に苦しめられた。常陸丸、佐渡丸が相次いで撃沈される常陸丸事件が発生すると、防衛責任者として糾弾された。議会では野党代議士から「濃霧濃霧と弁解しているが、濃霧（のうむ）は逆さに読むと無能（むのう）なり、上村は無能である」と批判を受け、民衆からは「露探（ろたん）提督」（ロシアのスパイという意味）と誹謗中傷され自宅に投石された。この事態に部下たちは憤慨したが、上村は「家の女房は度胸が据わっているから大丈夫」と笑って取り合わなかったといわれる。上村の妻は毎日寺参りをして敵艦隊発見を祈願していた。

### 蔚山沖海戦
蔚山沖海戦では、ウラジオストク艦隊撃滅寸前まで追い詰めながら、「我レ、残存弾数ナシ」と書かれた伝言用黒板を部下から手渡され、攻撃を終了した。上村は伝言板を叩きつけ踏みつけたが、その形相は周囲を震えさせるものだった。一方で沈没に瀕しながら最後まで砲撃を続けていた巡洋艦リューリクの乗員に対し、「敵ながら天晴れな者である。生存者は全員救助し丁重に扱うように」と命令し627名を救助した。この戦果と救助活動が伝えられると国民は手の平を返すように上村を称賛し、この時の状況を歌った軍歌『上村将軍』は長く日本海軍将兵に愛唱されたが、上村自身はこの歌を嫌っていたとされている。
上村将軍(一部) 作詞：佐々木信香 作曲：佐藤茂助

### 日本海海戦
日本海海戦では第2艦隊を指揮した。
足利学校には、日露戦争の勝利を祝い、明治39年12月22日の孔子祭の際に東郷平八郎、伊東祐亨とともに手植えした月桂樹が残っている。墓所は鎌倉市妙本寺のほか青山霊園にも墓碑がある。

## 人物・逸話
同郷の東郷平八郎が「彦之丞ほど感情の激しい男は居らん」と称したように、上村は短気で喧嘩早く、尚かつ酒豪であった。海軍内では多少浮いた存在ではあったが、情に厚く部下思いであった。日清戦争当時、殴り合いを演じた相手を気に入り、後にイギリス留学できるよう取り計らっている。第二艦隊司令長官時代に先任参謀を務めた佐藤鉄太郎はかつて干戈を交えた庄内藩、第一艦隊司令長官時代の参謀である今村信次郎・常盤盛衛はそれぞれ米沢藩・会津藩の出身である。そして軍事参議官時代の副官の一人は会津松平家の当主である松平保男であった。東京都目黒区青葉台に「上村坂」と云う地名があるが、これは上村の屋敷があった事に由来する。

## 親族
- 養嗣子 - 上村従義[12]海軍大佐。貴族院議員。
- 義娘 - 上村なミ。従義の妻で山本権兵衛の娘。
- 義孫 - 従義の子。上村邦之丞。華族赤化事件で治安維持法違反に問われ検挙。

## 関連書籍
- 『上村将軍言行録』平凡社、1930年。

## 年譜

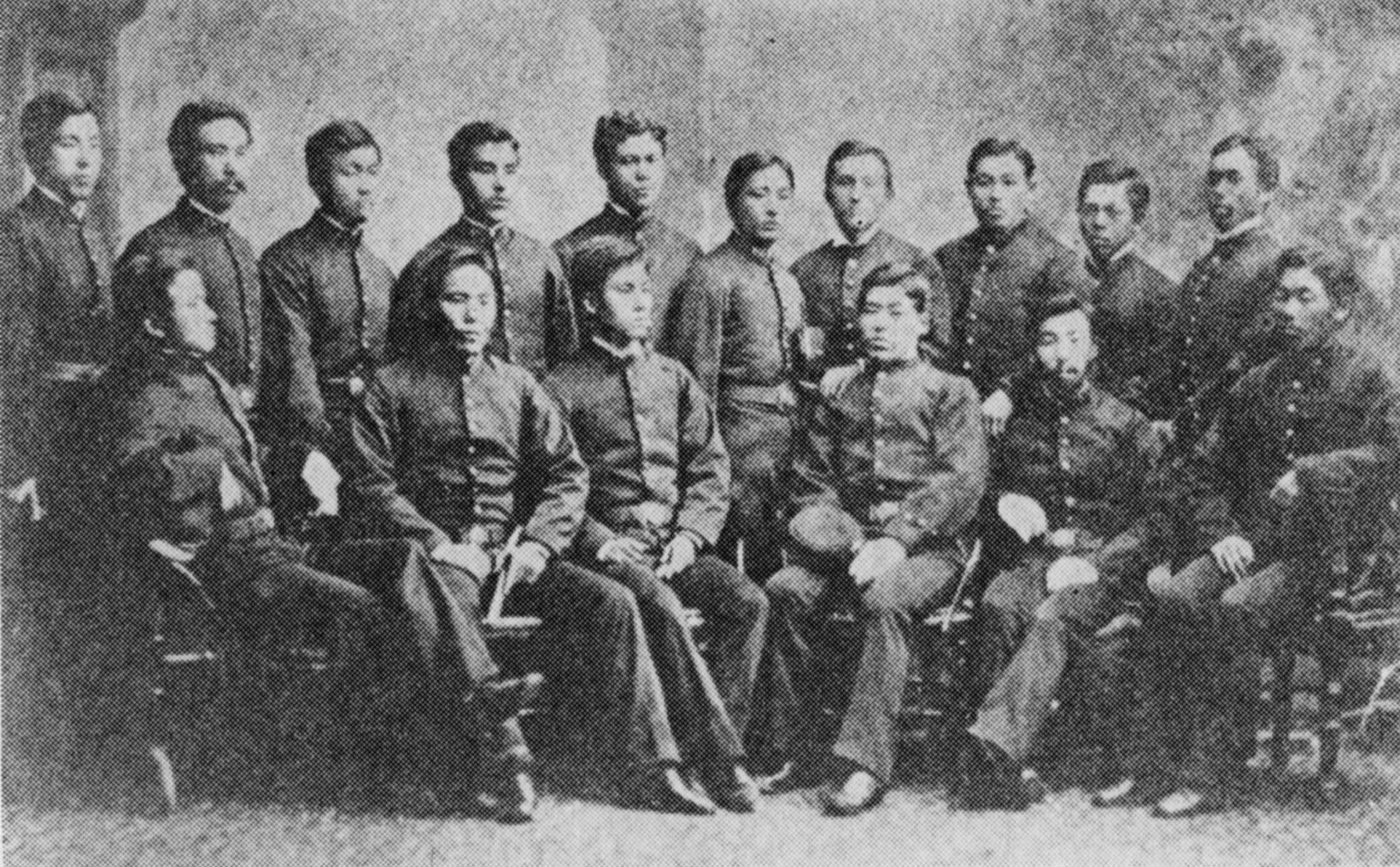
海兵生徒時代 前列左から2人目が上村、左は雪下熊之助、後列左5人目山本権兵衛、9人目片岡七郎（於サンフランシスコ）

- 明治2年（1869年）- 本所四ッ目の田口塾に通塾
- 明治4年（1871年）9月 - 海軍兵学寮入寮
- 明治8年（1875年）11月 - 明治9年（1876年）4月 米国巡航
- 明治9年（1876年）9月 - 雲揚乗組
- 明治10年（1877年）6月 - 少尉補
- 明治11年（1878年）
  - 4月 - 孟春乗組
  - 5月 - 日進乗組
- 明治12年（1879年）9月 - 海軍少尉
- 明治14年（1881年）12月 - 海軍中尉
- 明治16年（1883年）4月 - 清輝乗組
- 明治17年（1884年）4月 - 海軍大尉
- 明治18年（1885年）12月 - 千代田航海長
- 明治19年（1886年）7月 - 天城分隊長
- 明治20年（1887年）10月 - 大和副長

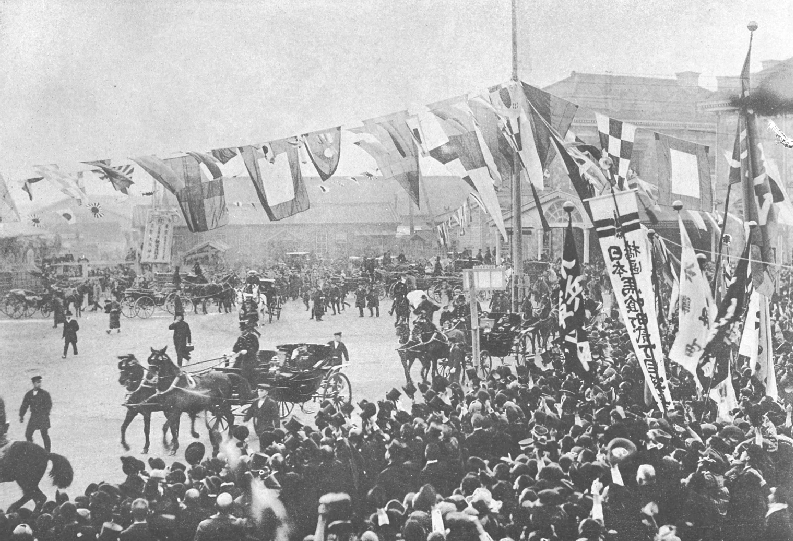
凱旋する東郷と上村

- 明治22年（1889年）5月 - 横須賀鎮守府参謀
- 明治23年（1890年）9月 - 海軍少佐
- 明治24年（1891年）7月 - 摩耶艦長
- 明治26年（1893年）10月 - 鳥海艦長
- 明治27年（1894年）
  - 6月 - 秋津洲艦長
  - 12月 - 海軍大佐
- 明治28年（1895年）7月 - 常備艦隊参謀長
- 明治30年（1897年）12月 - 大臣官房人事課長
- 明治32年（1899年）
  - 2月 - 朝日回航委員長
  - 9月 - 海軍少将。駐英造船造兵監督長
- 明治33年（1900年）10月 - 海軍省軍務局長
- 明治35年（1902年）
  - 3月 - 兼軍令部次長
  - 5月 - 常備艦隊司令官。

- 明治36年（1903年）
  - 9月 - 海軍中将、海軍教育本部長
  - 10月 - 第二艦隊司令長官

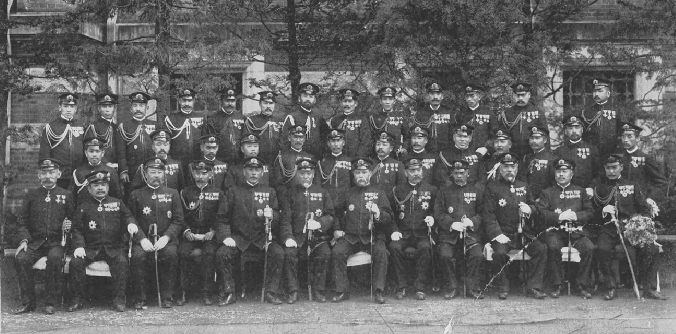
凱旋式当日の海軍首脳、前列左から4人目
伊集院五郎、上村、東郷平八郎、山本権兵衛、伊東祐亨、片岡七郎、出羽重遠、斎藤実、山下源太郎

- 明治38年（1905年）12月 - 横須賀鎮守府司令長官
- 明治42年（1909年）12月 - 第一艦隊司令長官
- 明治43年（1910年）12月 - 海軍大将
- 明治44年（1911年）12月 - 軍事参議官
- 大正3年（1914年）5月1日 - 後備役[13]
- 大正5年（1916年）8月8日 - 死去

## 栄典
位階
- 1884年（明治17年）5月14日 - 正七位[14]
- 1891年（明治24年）12月16日 - 従六位[15]
- 1894年（明治27年）12月28日 - 正六位[16]
- 1896年（明治29年）12月21日 - 従五位[17]
- 1899年（明治32年）11月20日 - 正五位[18]
- 1903年（明治36年）10月30日 - 従四位[19]
- 1905年（明治38年）11月7日 - 正四位[20]
- 1908年（明治41年）12月11日 - 従三位[21]
- 1911年（明治44年）12月20日 - 正三位[22]
- 1914年（大正3年）5月11日 - 従二位[23]

爵位
- 1907年（明治40年）9月21日 - 男爵[24]

勲章等
| 受章年                     | 略綬 | 勲章名                 | 備考 |
| -------------------------- | ---- | ---------------------- | ---- |
| 1889年（明治22年）11月22日 |      | 勲六等瑞宝章           |      |
| 1894年（明治27年）11月24日 |      | 勲五等瑞宝章           |      |
| 1895年（明治28年）9月27日  |      | 双光旭日章             |      |
| 1895年（明治28年）9月27日  |      | 功四級金鵄勲章         |      |
| 1895年（明治28年）11月18日 |      | 明治二十七八年従軍記章 |      |
| 1897年（明治30年）11月25日 |      | 勲四等瑞宝章           |      |
| 1901年（明治34年）12月27日 |      | 勲二等瑞宝章           |      |
| 1902年（明治35年）5月10日  |      | 明治三十三年従軍記章   |      |
| 1905年（明治38年）5月30日  |      | 勲一等瑞宝章           |      |
| 1906年（明治39年）4月1日   |      | 功一級金鵄勲章         |      |
| 1906年（明治39年）4月1日   |      | 旭日大綬章             |      |
| 1906年（明治39年）4月1日   |      | 明治三十七八年従軍記章 |      |
| 1915年（大正4年）11月10日  |      | 大礼記念章（大正）     |      |
| 1916年（大正5年）8月8日    |      | 旭日桐花大綬章         |      |

外国勲章佩用允許
| 受章年                   | 国籍       | 略綬 | 勲章名         | 備考 |
| ------------------------ | ---------- | ---- | -------------- | ---- |
| 1907年（明治40年）2月1日 | シャム王国 |      | 王冠第一等勲章 |      |